# نشيد الأرض

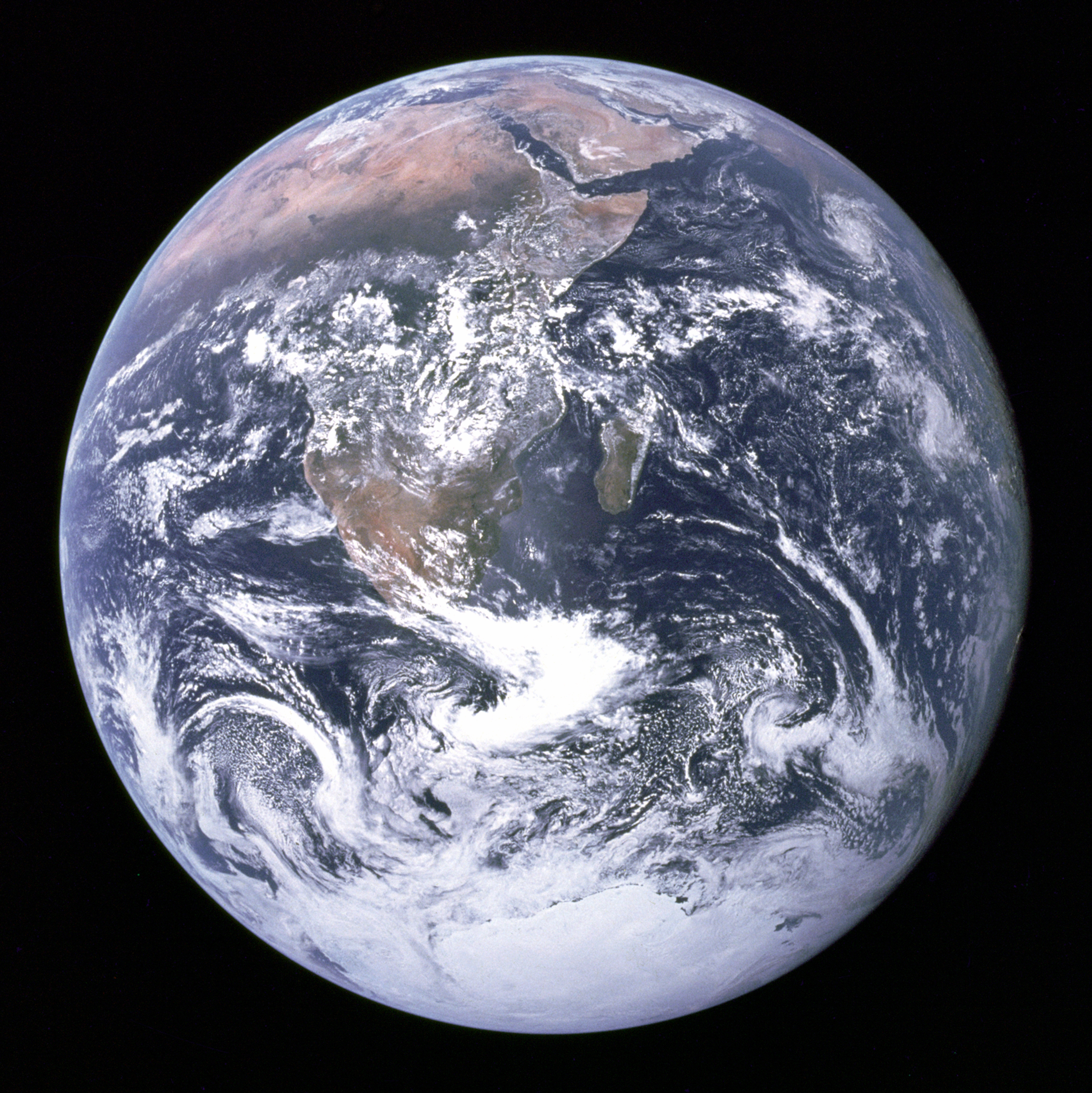

نشيد الأرض هو نشيد احتفالي أو تأليف موسيقي يتغنى بكوكب الأرض وسكانها وكذلك بالنباتات والحيوانات

## تاريخيًا
قُدّم نشيد للأمم المتحدة بمناسبة الذكرى 26 لتأسيسها بناءً على طلب من الأمين العام للأمم المتحدة في 24 أكتوبر عام 1971 من قبل بابلو كاسالس وتأليف الشاعر جورج ويستن هيو أودن. أعرب الأمين العام للأمم المتحدة آنذاك يو ثانت عن أمله في أن يُعتمد هذا النشيد كنشيد الأمم المتحدة الرسمي على مر السنين، لكن ذلك لم يحدث.

## أغاني عن الأرض
هناك عدد من الأغاني عن الأرض والتي يمكن اعتبارها أناشيدًا، مما يعكس الوعي المتزايد بين الناس في جميع أنحاء العالم. أحدها هو النشيد العالمي الذي ألفه معهد ومؤسسة مايندشير. توجد أناشيد أخرى للأرض من تأليف فرقة السلاحف، الأرض الأم (نشيد طبيعي) لنيل يونغ، وأغنية الأرض لمايكل جاكسون، ونشيد ساعة الأرض لأندرو هوانغ، ونشيد الأرض لأبيهاي كومار.

## الدعوة لاعتماد نشيد خاص بالأرض
قدم دعوة اعتماد نشيد الأرض الرسمي وفد الهند الدائم إلى اليونسكو في باريس في شهر يناير عام 2014.

## اقتباسات
«نجد فكرة اعتماد نشيد للأرض فكرة إبداعية وملهمة من شأنها أن تساهم في تقارب العالم.»

- اليونسكو
يذكر أول كتاب للمعرفة والحكمة العالمية: «الأرض هي أمي وأنا ابنها». هذا أحد أساسات الفلسفة الهندية القديمة. كل عمل لحماية واحترام الأرض الأم هو عمل لحماية أنفسنا وأجيالنا القادمة. نشيد الأرض هو عمل جميل يصب في هذا الاتجاه.

- كايلاش ساتيارثي